# Oberhaslach

Oberhaslach este o comună în departamentul Bas-Rhin, Franța. La 1 ianuarie 2022, avea o populație de 1.743 de locuitori.